# Nova Vida Airport
Nova Vida Airport är en flygplats i Brasilien.   Den ligger i kommunen Ariquemes och delstaten Rondônia, i den centrala delen av landet, 1 700 km väster om huvudstaden Brasília. Nova Vida Airport ligger 140 meter över havet.
Terrängen runt Nova Vida Airport är platt. Runt Nova Vida Airport är det mycket glesbefolkat, med 3 invånare per kvadratkilometer..
Omgivningarna runt Nova Vida Airport är huvudsakligen savann.